# Understreck
Understreck, golvstreck eller markstreck (_) är ett tecken som ibland används inom datorsammanhang istället för ordmellanrum (mellanslag), särskilt om ordmellanrum av någon anledning inte tillåts, exempelvis i vissa typer av användarnamn. Detta gäller även e-postadresser. Till exempel är e-postadressen "sven nilsson@example.com" inte tillåten, medan "sven_nilsson@example.com" är tänkbar.
I MS-DOS och flera andra, liknande operativsystem får filnamn inte innehålla mellanslag. Också i unixliknande operativsystem, där de är tillåtna, undviks ofta mellanslag i filnamnen, då mellanslag används som separator av skalprogrammen. Understreck är däremot oproblematiskt i dessa system och används ofta istället. Filnamnen kan då vara av typen progradu_2017-03-12.tex (för en daterad version av gradun, skriven i tex-format). En annan lösning är att skriva ihop orden, såsom i "README" (Unix), "README.TXT" (DOS) eller "ReadMe.txt" (Windows).
I HTML-dokument kan man, om man inte vill skriva ut tecknet som sådant, använda någon av kodsträngarna &#95; eller &#x0005F; för att generera tecknet (motsvaras av U+005F i Unicode).
I tyska användes understreck i början av 2000-talet ibland som genusinkluderande skiljetecken för sammanskrivning av benämningar på personer och titlar som normalt har olika manlig och kvinnlig form ("Mitarbeiter_innen") , men det har senare under 2000-talet huvudsakligen ersatts av andra skrivsätt med skiljetecken, som genusasterisk eller kolon.